# Centro Universitario de Mérida
El Centro Universitario de Mérida (CUMe) es un centro universitario localizado en la ciudad española de Mérida. Oferta estudios de grado y postgrado en las ramas de ciencias de la salud e ingeniería. Está adscrito a la Universidad de Extremadura.

## Historia

### Antecedentes
El CUMe es heredero de la antigua Escuela Universitaria Politécnica de Mérida (EUPM), institución de carácter público financiada por la Junta de Extremadura, la Diputación Provincial de Badajoz y el Ayuntamiento de Mérida. La institución se creó en 1980 con las titulaciones de Ingeniería Técnica en Topografía e Ingeniería Técnica en Informática y comenzó sus clases en el curso 1981-82, contando con 10 profesores y 91 alumnos. En este año, solamente se encontraban funcionando en España dos Escuelas de Informática y dos de Ingeniería Técnica en Topografía, asentadas en Madrid y en las Islas Canarias. En noviembre de 1986, el Consejo de Universidades resolvió homologar, desde la fecha de inicio de su impartición, el Plan de Estudios conducente a la obtención del título oficial de Ingeniero Técnico en Topografía.

### Fundación
En 1998, el Decreto 114/1998 anunció la integración de la EUPM en la Universidad de Extremadura, dando lugar así al actual Centro Universitario de Mérida (CUMe) con las enseñanzas correspondientes a la Diplomatura en Informática e Ingeniero Técnico en Topografía. Posteriormente, en el curso 1999-2000, comenzaron a impartirse los títulos de Ingeniería Técnica Telemática e Ingeniero Técnico en Diseño Industrial. El nuevo Centro se instaló en la zona sur de Mérida, en los terrenos de la antigua fábrica de cervezas El Águila, construyéndose un edificio para aulario (que recibió posteriormente el nombre de Edificio Antonio Castillo Martínez), un edificio administrativo y nuevos aparcamientos y zonas verdes. Las obras de las nuevas instalaciones tuvieron un coste de seis millones de euros y fueron financiadas por la Junta de Extremadura y el Ayuntamiento de Mérida. Las clases comenzaron en marzo de 2002 y la inauguración oficial se celebró posteriormente, el 18 de noviembre de ese mismo año.

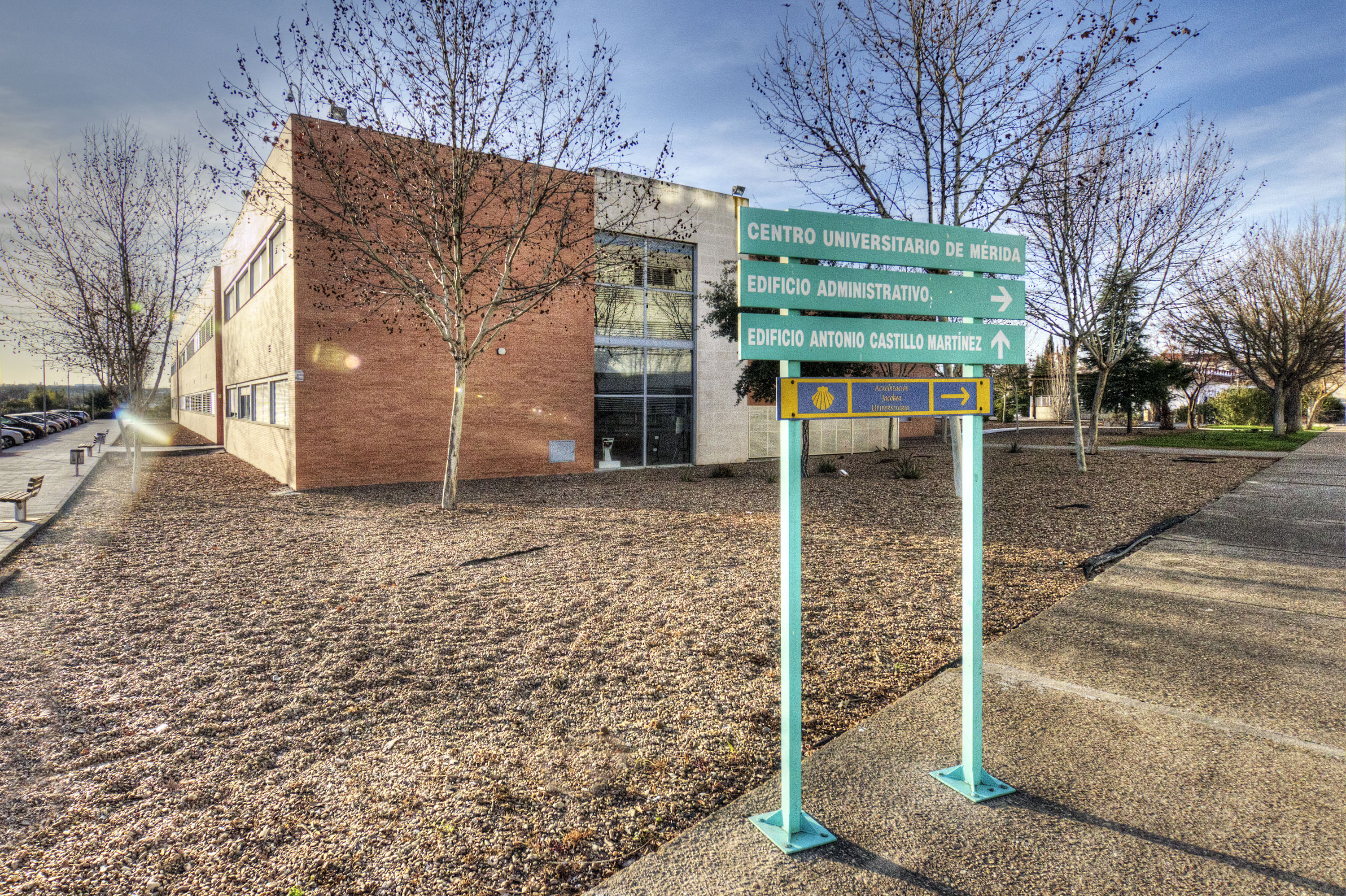
CUMe, aulario.

### Ampliación
En los últimos años se ha realizado una ampliación y mejora del campus construyendo un nuevo edificio para I+D+i, el Edificio de Investigación, ampliando las zonas verdes y aparcamientos, y construyendo un vallado perimetral y nuevas zonas deportivas. Entre los cambios más notables está la construcción de un jardín mediterráneo, con el objetivo de disponer de áreas verdes con plantas adaptadas y representativas de la región.

### Acreditación de calidad
En junio de 2019, la ANECA otorgó la Acreditación Institucional que certifica la existencia de procedimientos de calidad para el buen funcionamiento de los títulos que se imparten en el Centro.

## Información académica

### Organización docente

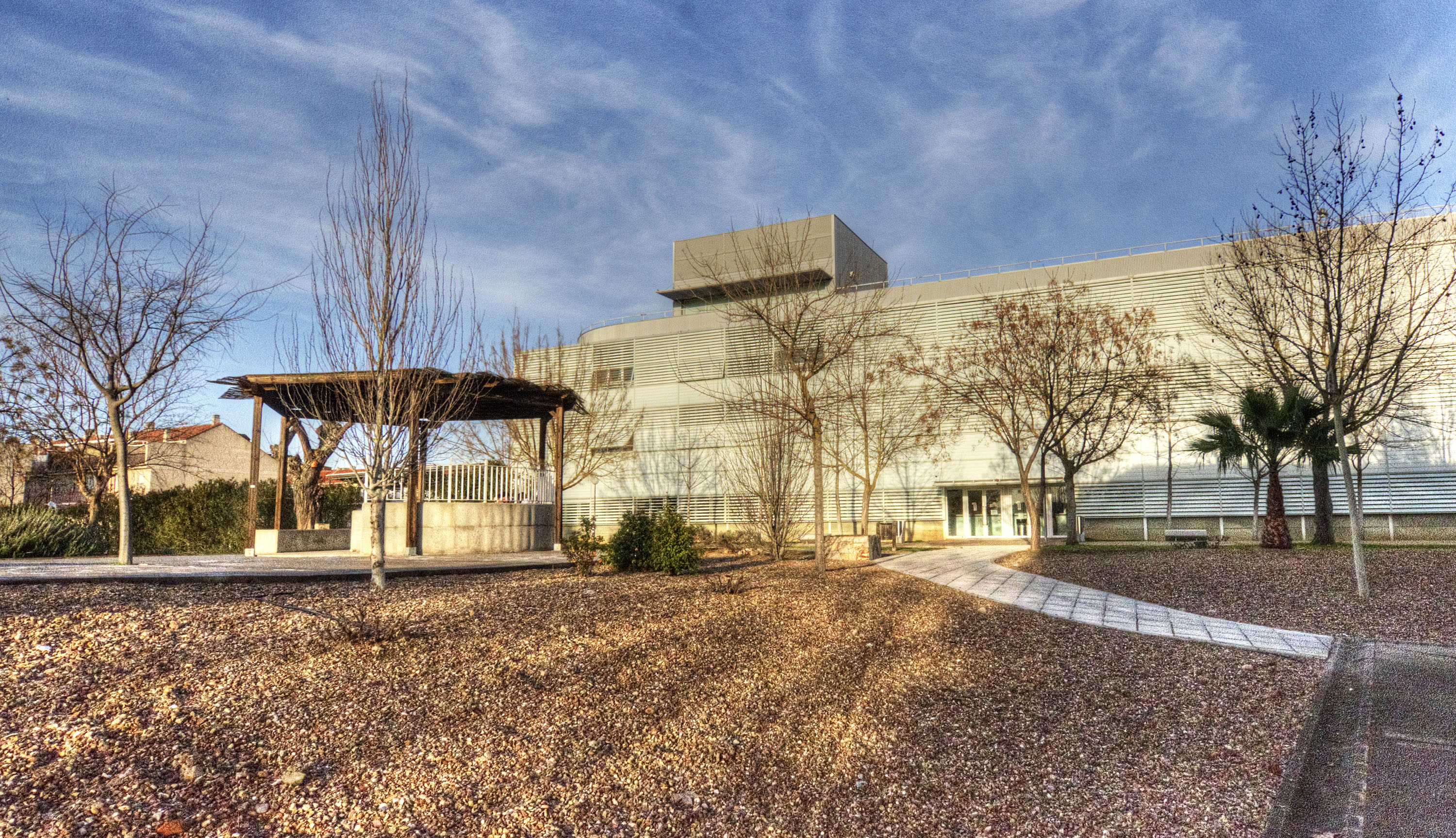
CUMe, edificio administrativo.

En el CUMe tienen presencia doce departamentos de la universidad, con las siguientes áreas de conocimiento:
- Didáctica de la expresión musical, plástica y corporal
- Economía financiera y contabilidad
- Enfermería
- Expresión gráfica
- Filología inglesa
- Física
- Física aplicada
- Ingeniería eléctrica, electrónica y automática
- Ingeniería mecánica, energética y de los materiales
- Ingeniería sistemas informáticos y telemáticos
- Matemáticas
- Tecnología computadores y de las comunicaciones

### Programas de Grado y Postgrado
En el curso 2019-2020, el CUMe oferta 6 títulos de Grado: Enfermería, Ingeniería en Diseño Industrial y Desarrollo de Productos, Ingeniería en Geoinformación y Geomática, Ingeniería Informática en Tecnologías de la Información,  Ingeniería Telemática en Telecomunicación, así como un programa de doble titulación en Ingeniería en Telemática e Ingeniería informática. Todos ellos son títulos oficiales de 240 créditos ECTS salvo el último, de 312. 
El acceso a los estudios de grado requiere como requisito general una nota de 5 sobre 14 en las Pruebas de Acceso a la Universidad. Los estudios con un criterio de admisión más exigente son los de Enfermería, que en el curso 2019-2020 tuvieron una nota mínima de acceso de 10,6 sobre 14.
En el curso 2019-2020, el CUMe oferta dos títulos de Postgrado: Máster Universitario en Gestión de la Innovación Tecnológica y Máster Universitario en Investigación en Ingeniería y Arquitectura, ambos oficiales y de 60 créditos ECTS.

### Grupos de investigación
En el CUMe tienen presencia once grupos de investigación:

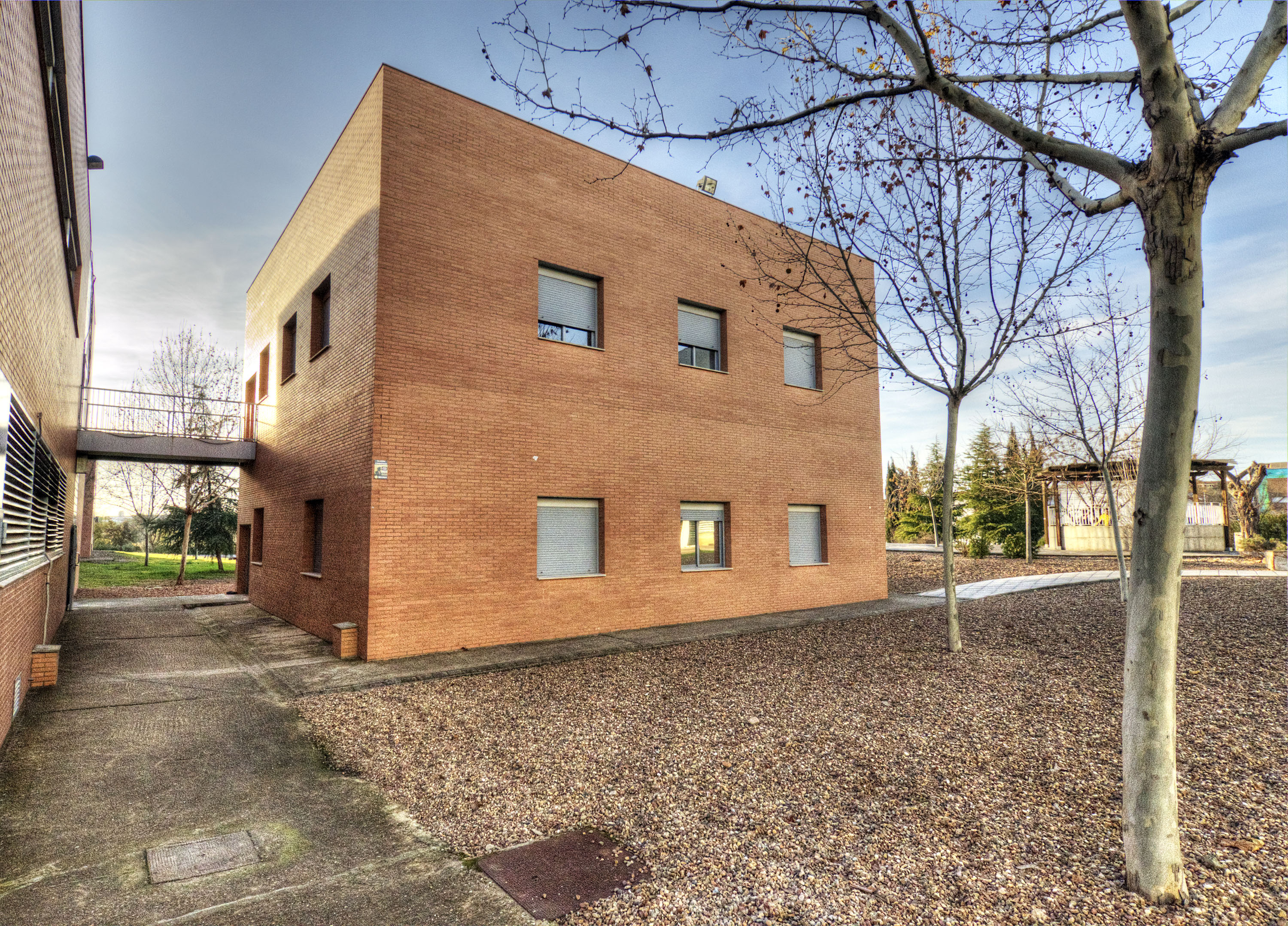
CUMe, edificio de investigación.

- GEXCALL, enseñanza de idiomas por ordenador.[8]
- INNOVA, diseño sostenibilidad y valor añadido.
- KRAKEN, geomática, modelización y análisis de datos espaciales.[9] Está integrado en el Instituto de Investigación INDEHESA.[10]
- GEA, evolución artificial.
- SPHINX, física estadística.[11]
- AIRE, física de la atmósfera, clima y radiación.
- CIBERDIDACT.
- EVARESA, evaluación de la realidad sanitaria.
- ORIÓN, óptica y didáctica de la física.[12]
- CAPI, clasificación de patrones y análisis de imágenes.[13]
- RISK, riesgos naturales.

### Actividades de divulgación científica
Se participa habitualmente en los eventos:
- Pint of Science.
- La noche Europea de los investigadores.[14]
- Desayuna con la ciencia.[15]

### Universidad de los mayores
En CUMe es una de las sedes de la Universidad de los Mayores de Extremadura, un programa de promoción de la cultura en las personas mayores de 55 años que cuenta con más de dos mil alumnos y 150 docentes. Los temas tratados son predominantemente de historia, arte y literatura, aunque hay también asignaturas de ciencias relacionadas con la ecología, clima, geografía y medio ambiente.

## Instalaciones
El campus de la universidad se encuentra ubicado en el sureste de la ciudad de Mérida, en la orilla del río Guadiana. Se sitúa a 800 metros del centro histórico y a unos quince minutos a pie del teatro y anfiteatro romanos, el foro romano municipal y el Museo Nacional de Arte Romano.
El campus está estructurado en tres edificios principales: el Edificio Administrativo, el Edificio Antonio Castillo Martínez, que constituye el aulario, y el Edificio de Investigación. Cuenta asimismo con varias instalaciones deportivas. 

### Bibliotecas

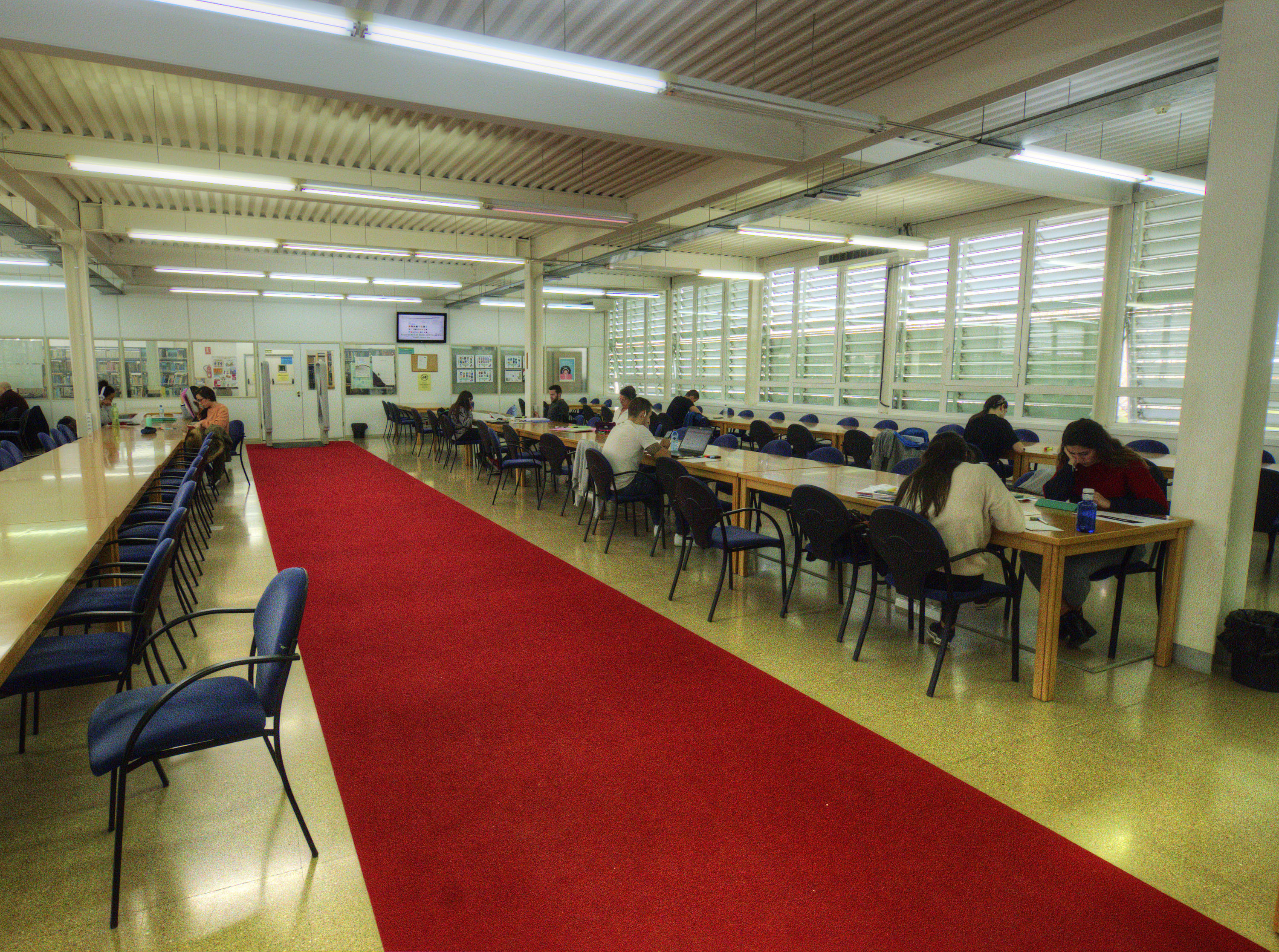
CUMe, biblioteca.

La Biblioteca del Centro Universitario de Mérida ocupa una superficie de 382 m² y cuenta con un fondo bibliográfico de 6922 volúmenes. Dispone de 172 puestos de lectura, cuatro ordenadores de uso público y wifi institucional (Eduroam).

### Investigación
El Edificio de Investigación es una construcción de dos plantas donde se alojan laboratorios e instalaciones de los grupos de investigación. Entre ellos, el CMPLab es un laboratorio construido a partir de varias convocatorias de Ayudas a Infraestructuras y Equipamiento Científico-Técnico de la Secretaría de Estado de Investigación. Está especializado en documentación, digitalización y modelado 3D de patrimonio histórico y desarrolla proyectos y colaboraciones con otras instituciones como el Instituto de Arqueología de Mérida, el Consorcio de la Ciudad Monumental de Mérida o el Museo Arqueológico Nacional. También se gestiona desde el Centro un repositorio público de datos cartográficos digitales especialmente dirigido a grupos de investigación.

### Alojamiento
En las inmediaciones del campus de la universidad se encuentran dos residencias universitarias: la Residencia Universitaria El Brocense y la Residencia de Estudiantes Puerta del Sur, ambas de carácter mixto. En conjunto, disponen de 54 plazas de alojamiento.

## Comunidad

### Estudiantes
En el curso académico 2019-2020, el CUMe cuenta con 604 estudiantes, de los que 585 son alumnos de grado y 19 de posgrado. Varios estudiantes han recibido en los últimos años premios y reconocimientos externos por su trabajo e iniciativas. Todos los años, las ceremonias de graduación se realizan en el Teatro Romano de Mérida gracias a un acuerdo establecido con el Consorcio de la Ciudad Monumental de Mérida.

### PDI y PAS
En el curso académico 2019-2020, el CUMe cuenta con 99 profesores (PDI, personal docente e investigador), 62 a tiempo completo (42 con el título de Doctor) y 37 a tiempo parcial. Igualmente cuenta con 20 personas integradas en el PAS (personal de administración y servicios).